# Garaeus colorata
Garaeus colorata là một loài bướm đêm trong họ Geometridae.